# К (паровоз, Николаевская железная дорога)
К — российский пассажирский паровоз типа 2-2-0, выпускавшийся с 1870 по 1889 год для использования на Николаевской железной дороге.

## История
К концу 1860-х годов, используемые на Николаевской железной дороге с момента её открытия пассажирские паровозы серии В, как и их модернизированный вариант — паровозы серии Б, стали всё менее удовлетворять потребностям магистрали. Со временем увеличивался объём пассажирских перевозок и для обеспечения роста пассажиропотока и для постепенного обновления подвижного состава было решено заказать новый, более мощный и скоростной тип пассажирского паровоза. Первую партию в 15 паровозов, получивших обозначение серия К, заказали в 1870 году в Великобритании на заводе Устера. Затем данная серия паровозов изготовлялась на Александровском заводе в Санкт-Петербурге партиями по 10 штук в 1874-75, 1880-81 и 1887-89 годах; всего 30 паровозов. Также партия из 10 паровозов была построена для Николаевской железной дороги в 1879 году на заводе Кесслера в Германии. Стоимость изготовления составляла в среднем 21 тыс. рублей за паровоз английского производства и от 25 до 29 тыс. рублей за паровоз, изготовленный в России или Германии. В 1877 году на паровозе с номером 444 был установлен автоматический воздушный тормоз Вестингауза. Впоследствии данный механизм стал устанавливаться и на другие паровозы и на рубеже веков был наиболее распространённым типом автоматического тормоза на железных дорогах Российской империи. До того поезд останавливали с помощью ручных тормозов, включаемых кондукторами из вагонов по сигналу машиниста.